# Søren Petersen
Søren Peter Petersen (Kolding, 6 de dezembro de 1894 - Bélgica, 1945) foi um pugilista dinamarquês profissional de peso pesados que competiu no anos de 1920 e 1930.
Petersen foi medalha de prata nos Jogos Olímpicos de Verão de 1920, perdendo frente ao britânico Ronald Rawson na final. Nos Jogos Olímpicos de Verão de 1924, ganhou outra medalha de prata, perdendo a final frente a Otto von Porat.